# Compositie in kleur B
Compositie in kleur B is een abstract schilderij uit 1917 van de Nederlandse kunstschilder Piet Mondriaan. Het schilderij bevindt zich in het Kröller-Müller Museum in Otterlo.
Het schilderij van olieverf op doek meet 50,5 bij 45 cm.